# Mestna hiša, Leuven
Mestna hiša (nizozemsko Stadhuis) v Leuvnu v Belgiji je znamenita stavba na mestnem Velikem trgu (Grote Markt) nasproti veličastne cerkve svetega Petra. Zgrajena je bila med letoma 1448 nin 1469 v brabantskem poznogotskem slogu . Znana je po svoji bogati arhitekturi, videti je kot čipka iz kipov, stolpičev in drugih arhitekturnih elementov.

## Zgradba
Mestna hiša ima tri glavna nadstropja s koničastimi gotskimi okni na treh straneh, vidnih s trga. Zgoraj je galerijski parapet, nad njim se vzpenja strma streha s štirimi vrstami strešnih oken. Na vogalih strehe so osmerokotni stolpiči, prebodeni z režami, ki omogočajo prehod svetlobe.
Kipi v nadstropnih nišah so razporejeni po celotni stavbi. Konzole, ki podpirajo kipe, so izklesane z biblijskimi prizori v visokem reliefu. Medtem ko so niše in konzole izvirni, je 236 kipov sorazmerno novih, iz leta 1850. Tisti v prvem nadstropju predstavljajo pomembne osebnosti v lokalni zgodovini mesta, v drugem nadstropju so svetniki patroni in simbolne figure, v tretjem so grofje Leuvna in brabantski vojvode iz različnih obdobij.
Glavna fasada ima vhodno stopnišče in dva portala v središču, nad katerimi sta figuri svetega Petra (levo) in Marije z otrokom (desno), prvi kot poklon pokrovitelju cerkve nasproti. 
V notranjosti je na voljo zanimiva zbirka umetniških del, tudi skulpture Constantina Meunierja in Jefa Lambeauxa. V notranjosti so portreti županov Leuvna od leta 1794.
V notranjosti je salon v slogu Ludvika XIV., eden v slogu Ludvika XV. in eden v slogu Ludvika XVI. V enem od teh salonov je slika vsakega župana iz francoskega obdobja, razen prvega župana Louisa Tobbaka.
V pritličju je bila dvorana z izrezljanimi hrastovimi prečniki, delo Willema Ardsa. Obstaja tudi gotska dvorana s štirimi velikimi zgodovinskimi slikami in sedmimi manjšimi portreti Andréja Hennebicka.

## Zgodovina
Stavba, ki je danes znana kot mestna hiša, je bila sprednja hiša (Voirste Huys) večjega kompleksa občinskih stavb, katerih gradnja se je začela leta 1439 na mestu obstoječe mestne hiše. Prvega arhitekta Sulpitiusa Van Vorsta, ki je umrl, ko so se začela graditi krila kompleksa, je nasledil Jan Keldermans II., ki pa je umrl leta 1445 ob prvi fazi gradnje kompleksa.
Projekt se je nadaljeval leta 1448 pod vodstvom Matheusa de Layensa. Temeljni kamen sprednje hiše je bil postavljen 28. marca istega leta. Kleti nekaterih porušenih hiš so bile vključene v novo gradnjo in danes je mogoč dostop skozi majhna vrata na levi strani dvorane. Na prvotnih načrtih, na katere je vplivala Mestna hiša v Bruslju, je bil zvonik na enem od vogalov. To zasnovo je spremenil de Layens, zato je razporeditev stolpov simetrična.
Zunanji zidovi in streha so bili končani leta 1460, leta 1469 pa celotna stavba. 
V 19. stoletju je bila mestna hiša večkrat prenovljena glede na trenutne potrebe. Med prvo svetovno vojno ni bila močno poškodovana sredi uničenega Leuvna. Med drugo svetovno vojno pa je bomba pred zgradbo povzročila večjo škodo. Popravili so jo do leta 1983.